# Pseudopanthera lozonaria
Pseudopanthera lozonaria är en fjärilsart som beskrevs av Charles Oberthür 1893. Pseudopanthera lozonaria ingår i släktet Pseudopanthera och familjen mätare. Inga underarter finns listade.